# Zayd ibn Alí ibn al-Hussayn ibn Alí ibn Abi-Tàlib
Zayd ibn Alí ibn al-Hussayn ibn Alí ibn Abi-Tàlib (Medina, ~694/695 - Kufa, 7 de març del 740?) fou besnet del califa Alí ibn Abi-Tàlib i de Fàtima, i cap de la revolta que va donar origen a la tendència zaidita, branca moderada del xiïsme. Tenia un germà uns 18 anys més gran, Muhàmmad al-Bàqir, que a la mort del pare Alí Zayn-al-Abidín va encapçalar els husaynites i fou generalment reconegut com a imam xiïta (680-714). La seva mare fou Jaida, una esclava del Sind. Zayd va estudiar religió i va adquirir un estatus elevat entre els seus. El seu germà li va encarregar d'arranjar el litigi amb la branca hasanita sobre les fundacions pietoses instituïdes per Ali ibn Abi-Tàlib. Abd Allah ibn al-Hasan (i després el seu fill Muhammad al-Nafs al-Zakiyya) acusava a Zayd d'aspirar al califat al que no tenia dret per ser fill d'una esclava no àrab; en revenja Zayd va difondre difamacions sobre una tia d'Abd Allah amb el governador de Medina Ibrahim ibn Hisham (724-732); aquestes baralles internes desqualificaven la família del Profeta i Zayd va decidir retirar-se del conflicte. Quan el governador Khalid ibn Abd al-Malik al-Kasri (732-738) fou substituït per Yusuf ibn Umar (738) el deposat va dir sota tortura que Zayd s'havia quedar amb dipòsits que no li pertanyien, cosa que Zayd i altres implicats van negar; el califa els va enviar a confrontar amb el seu acusador, Yusuf ibn Umar i aquest va retirar l'acusació. Yusuf però volia que Zayd abandonés l'Hedjaz; quan finalment Zayd va marxar a al-Qadisiyya els xiïtes de Kufa li van pregar de retonar i li van prometre suport; durant quasi un any va contactar amb les tribus de la regió de Kufa i es va casar dues vegades. De dotze a quinze mil homes li van prestar jurament i va reunir partidaris a Bàssora, Madain, Wasit, Mossul, Rayy i Gurgan. Finalment Zayd va iniciar la revolta a Kufa abans de la data prevista; només tres-cents homes primer van respondre a la crida, que finalment foren com un miler. El califa va enviar un exèrcit i durant tres dies es va combatre a Kufa. Zayd fou mort al tercer dia d'una fletxa al cap; el dia més probable és el 7 de març del 740.